# Włókniak stęchły

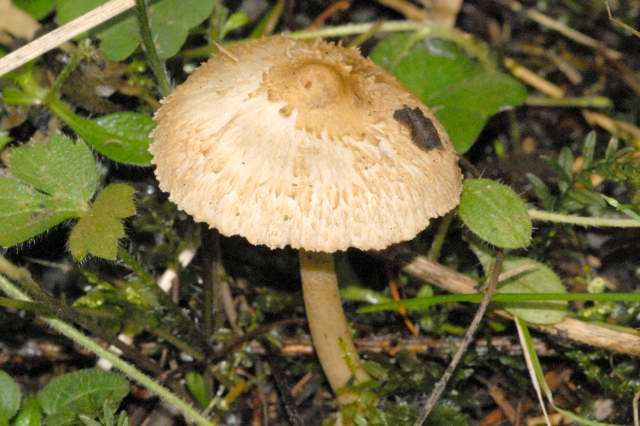

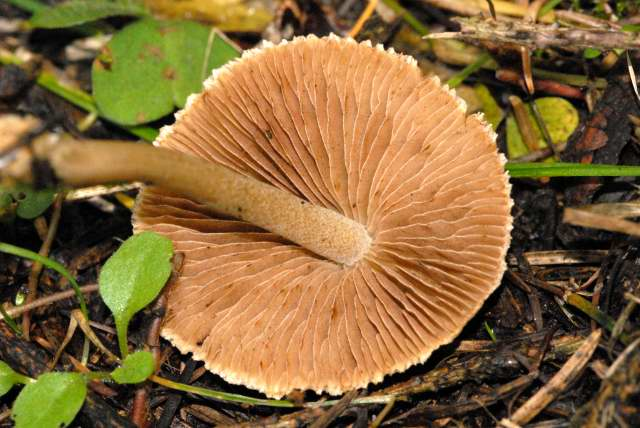

Włókniak stęchły (Inosperma bongardii (Weinm.) Matheny & Esteve-Rav.) – gatunek grzybów z rodziny strzępiakowatych (Inocybaceae).

## Systematyka i nazewnictwo
Pozycja w klasyfikacji według Index Fungorum: Inosperma, Inocybaceae, Agaricales, Agaricomycetidae, Agaricomycetes, Agaricomycotina, Basidiomycota, Fungi.
Po raz pierwszy takson ten zdiagnozował w 1836 r. Johann Anton Weinmann nadając mu nazwę Agaricus bongardii. Obecną, uznaną przez Index Fungorum nazwę nadali mu w 2019 r. Matheny & Esteve-Rav. przenosząc go do rodzaju Inosperma.
Synonimy łacińskie:
- Agaricus bongardii Weinm. 1836
- Inocybe absistens (Britzelm.) Sacc. 1887
- Inocybe bongardii (Weinm.) Quél. 1872
- Inocybe bongardii (Weinm.) Quél. 1872 var. bongardii
- Inocybe bongardii var. pisciodora (Donadini & Riousset) Kuyper 1986
- Inocybe connexifolia Gillet 1883
- Inocybe fallaciosa (Britzelm.) Sacc. 1887
- Inocybe grata Gillet 1876

Andrzej Nespiak w 1990 r. opisał ten gatunek pod nazwą strzępiak bongardowy, Władysław Wojewoda w 2003 r. zaproponował nazwę strzępiak stęchły. Nazwy te stały się niespójne z aktualną nazwą naukową. W 2021 r. Komisja ds. Polskiego Nazewnictwa Grzybów zaproponowała nazwę włókniak stęchły spójną z nową nazwą naukową.

## Morfologia
Kapelusz
Średnica 3–5 cm. Początkowo stożkowaty, potem płasko-wypukły. Brzeg cienki, podwinięty tylko u młodych owocników. Powierzchnia sucha i jedwabista, pokryta kosmkami lub włókienkami. Ma barwę płową, jasnobeżowo-oliwkową, do jasnobrązowej. Szczyt nieco ciemniejszy, z odcieniami rdzawymi i wiśniowoczerwonymi, pochodzącymi od zabarwionych na ten kolor włókienek.
Blaszki
Szerokie, dość grube, przy trzonie nieco zatokowato wycięte i przyrośnięte. Mają barwę od białej do szarooliwkowej lub rdzawej. Po uciśnięciu przebarwiają się na czerwono. Ostrza jasno oszronione.
Trzon
Wysokość 5–8 cm, grubość 4–9 mm, walcowaty, z nieco zgrubiałą podstawą, początkowo pełny. Powierzchnia u młodych owocników biaława i włóknista, u starszych na białawym tle występują włókienka lub łuski o barwie od szaroochrowej do czerwonobrązowej. Po uszkodzeniu czerwienieje. Występuje na nim biała i szybko zanikająca zasnówka.
Miąższ
Białawy, po przekrojeniu, lub w miejscach wygryzionych przez larwy owadów wolno czerwieniejący.Ma łagodny smak i zapach słodkawo owocowy.
Cechy mikroskopowe
Zarodniki eliptyczno-fasolkowate lub migdałowate, gładkie, o rozmiarach 9,5–14 × 6–8 µm. Mają ścianę o grubości do 1,5 µm i posiadają jedną kroplę tłuszczu wewnątrz. Podstawki o rozmiarze 35–40 × 8–10 µm. W hymenium występują cienkościenne, hialinowe cystydy o maczugowatym lub nieco główkowatym kształcie. Są nieco dłuższe od podstawek i zazwyczaj występują pęczkami.
Gatunki podobne
- istnieje duże podobieństwo do niejadalnej gąski krowiej (Tricholoma vaccinum), która jednak nie pachnie owocami i ma biały wysyp zarodników[7]
- strzępiak gruszkowonny (Inocybe pyriodora), który odróżnia się posiadaniem metuloid[5]
- strzępiak płowy (Inocybe cervicolor), od którego różni się zapachem, niemal zupełnym brakiem łusek na kapeluszu i silniejszymi odcieniami czerwieni[5].

## Występowanie i siedlisko
Opisano występowanie głównie w Europie. Jest tutaj szeroko rozprzestrzeniony. Poza Europą podano jego stanowiska tylko w Maroku i w Kolumbii Brytyjskiej w Kanadzie. W piśmiennictwie naukowym na terenie Polski do 2003 r. odnotowano ok. 10 stanowisk.
Rośnie na ziemi w lasach liściastych i mieszanych oraz w parkach. Pojawia się od lipca do października.